# Tracheliodes hicksi
Tracheliodes hicksi  (лат.) — род песочных ос рода Tracheliodes из подсемейства Crabroninae (триба Crabronini). Мексика и США (Аризона, Колорадо).
Охотятся на муравьёв из подсемейства долиходерины.

## Описание
Мелкие осы (около 1 см), чёрные с рыжеватыми отметинами. Клипеус с 5 зубцами. Темя и щит с сетчатой микроскульптурой, матовые. Нижнечелюстные щупики 6-члениковые. Нижнегубные щупики 3-члениковые. Бока среднегруди с эпикнемиальным килем. Усики самок 12-члениковые (у самцов состоят из 13 сегментов). Внутренние края глаз субпараллельные (без выемки). Брюшко сидячее (первый стернит брюшка полностью находится под тергитом). Переднее крыло с одной дискоидальной и тремя радиомедиальными ячейками
.